# NGC 5333
NGC 5333 est une galaxie lenticulaire située dans la constellation du Centaure. Sa vitesse par rapport au fond diffus cosmologique est de 2 971 ± 48 km/s, ce qui correspond à une distance de Hubble de 43,8 ± 3,2 Mpc (∼143 millions d'al). NGC 5333 a été découverte par l'astronome britannique John Herschel en 1834.
À ce jour, quatre mesures non basées sur le décalage vers le rouge (redshift) donnent une distance de 27,500 ± 6,334 Mpc (∼89,7 millions d'al), ce qui est à l'extérieur des valeurs de la distance de Hubble. Notons que c'est avec la valeur moyenne des mesures indépendantes, lorsqu'elles existent, que la base de données NASA/IPAC calcule le diamètre d'une galaxie et qu'en conséquence le diamètre de NGC 5333 pourrait être d'environ 40,5 kpc (∼132 000 al) si on utilisait la distance de Hubble pour le calculer.

## Groupe de NGC 5266
Selon A. M. Garcia, NGC 5333 fait partie du groupe de NGC 5266. Ce groupe compte au moins huit galaxies. Les autres galaxies du groupe sont NGC 5266, NGC 5266A (PGC 48390), ESO 220-26, ESO 220-23, ESO 221-12, ESO 221-14 et ESO 221-22.